# Гарние дьо Наблус
Гарние дьо Наблус (на френски: Garnier de Naplouse; на латински: Garnerius de Neapolis Syriae) († 1192 г.), е 10-ият велик магистър на Ордена на рицарите-хоспиталиери. Той е начело на ордена в периода 1190 – 1192 година.

## Биография
Роден е в Наблус в Сирия. Произхожда от благородническото семейство Мили от Пикардия, сеньори на Наблус, който е в границите на Йерусалимското кралство. Предполага се, че Гарние е по-малък брат на Филип дьо Мили, 7-ият велик магистър на Ордена на тамплиерите.
Гарние дьо Наблус става член на Ордена на Свети Йоан и от 1173 до 1176 г. е кастелан на замъка Гибелин. През периода 1176 – 1177 г. и отново през 1180 – 1184 г. той е началник на болницата на хоспиталиерите в Ерусалим. Взема участие в битката при Хатин на 4 юли 1187 г., която решава съдбата на Йерусалим, и е тежко ранен, но успява да стигне до Аскалон и да се възстанови от раните си. През 1189 г. е приор на Ордена в Англия и Велик командир на Ордена във Франция.
През 1190 г. е избран за Велик магистър на хоспиталиерите. Като такъв, той придружава английския крал Ричард I Лъвското сърце и неговата армия по време на Третия кръстоносен поход в Палестина, където пристига през юни 1191 г. начело на рицарите-хоспиталиери. Участва в обсадата и превземането на Акра през юли 1191 г., в битката при Арсуф на 7 септември 1191 г. и битката при Яфа в началото на август 1192 г.
Умира между август и декември 1192 г., вероятно в Акра. За негов приемник начело на ордена през 1192 г. е избран Жофроа дьо Донжон.

## В масовата култура
- В компютърната игра Assassin's Creed Гарние дьо Наблус е една от деветте мишени на убиеца-асасин Алтаир ибн Ла-Ахад. Асасинът го убива в Акра, преди битката при Арсуф.
- Британският актьор Доналд Самптър изиграва ролята на Гарние дьо Наблус в серията Heroes and Villains, заснета от BBC TV през 2008 г. Във филма е показана реконструкция на битката при Арсуф.[2]